# دادگاه جزا (مجموعه تلویزیونی)
دادگاه جزا (انگلیسی: Crown Court) یک مجموعهٔ تلویزیونی دادگاهی بریتانیایی است که مابین سال‌های ۱۹۷۲ تا ۱۹۸۴ از شبکهٔ آی‌تی‌وی پخش شد. این مجموعه از زمانی پخش شد که سیستم دادگاه جزا در انگلستان و ولز، جایگزین سیستم قدیمی شد.

## گزیدهٔ بازیگران

### اصلی
- برنارد گلهر
- ریچارد ویلسون
- چارلز کیتینگ
- ادوارد جوسبری
- جان هورسلی
- باسیل دیگنام
- تی. پی. مک‌کنا
- مایکل الفیک
- پیتر جفری
- کیت بارون
- دوروتی ورنان
- پیتر ویلر

### میهمان
- وارن کلارک
- تام کونتی
- النور برون
- برایان کاکس
- کالین فرث
- بن کینگزلی
- برندا فریکر
- نایجل هیورز
- ایان هندری
- گرگور فیشر
- ایان مارتر
- مارک مک‌مانوس
- ویوین مرچنت
- جودی پارفیت
- رابرت پاول
- پیتر سالیس
- مورین لیپمن
- مایکل شرد
- باربارا شلی
- جولیت استیونسون
- پاتریک تراتون
- برنارد هیل
- پیتر کاپالدی
- پولین مورن
- آیلا بلر
- مایلز اندرسون
- درک گریفیتس
- مایک پرت